# Puchar Polski w piłce siatkowej mężczyzn
Puchar Polski w piłce siatkowej mężczyzn – cykliczne krajowe rozgrywki sportowe, od sezonu 1980/1981 organizowane corocznie (co sezon) przez Polski Związek Piłki Siatkowej (a od sezonu 2000/2001 również przez Profesjonalną Ligę Piłki Siatkowej, obecnie pod nazwą Polska Liga Siatkówki S.A) dla polskich męskich klubów siatkarskich (zarówno amatorskich, jak i profesjonalnych). Drugie – po mistrzostwach Polski – rozgrywki w hierarchii ważności w polskiej piłce siatkowej.

## Dotychczasowe nazwy
- 1932-1936 – Puchar Polskiego Związku Gier Sportowych (tzw. zimowe mistrzostwa Polski)
- 1950-1953 – Puchar Polskiego Związku Koszykówki, Siatkówki i Szczypiorniaka
- 1953-1954 – Puchar Głównego Komitetu Kultury Fizycznej
- 1960-1961 – Puchar Polskiego Związku Piłki Siatkówki
- 1970-1979 – Puchar Polski o "Puchar Sportowca"
- od 1981 – Puchar Polski (organizowany przez Polski Związek Piłki Siatkowej, a od sezonu 2000/2001 również przez spółkę Profesjonalna Liga Piłki Siatkowej - współcześnie Polska Liga Siatkówki S.A począwszy od tej fazy rozgrywek, w której do rywalizacji przystępują drużyny PlusLigi (wcześniej nazywanej Polską Ligą Siatkówki).

## Medaliści Pucharu Polski
| Lp.     | Sezon     | Triumfator                                                              | Finalista                                                               | Półfinaliści                                                            |
| ------- | --------- | ----------------------------------------------------------------------- | ----------------------------------------------------------------------- | ----------------------------------------------------------------------- |
| I       | 1932      | ŁKS Łódź                                                                | Sokół Macierz Lwów                                                      | Cracovia                                                                |
| II      | 1933      | Sokól Macierz Lwów                                                      | AZS Warszawa                                                            | Cracovia                                                                |
| III     | 1934      | AZS Warszawa                                                            | Cracovia                                                                | Absolwenci Łódź                                                         |
| IV      | 1935      | Cracovia                                                                | AZS Warszawa                                                            | Ognisko Wilno                                                           |
| V       | 1936      | YMCA Kraków                                                             | Polonia Warszawa                                                        | Ognisko Wilno                                                           |
|         | 1937-1949 | PP nie rozgrywano                                                       | PP nie rozgrywano                                                       | PP nie rozgrywano                                                       |
| VI      | 1950      | AZS Warszawa                                                            | AZS Wrocław                                                             | Spójnia Marymont Warszawa                                               |
| VII     | 1951      | AZS Warszawa                                                            | AZS Wrocław                                                             | AZS Łódź                                                                |
| VIII    | 1952      | Legia Warszawa                                                          | Gwardia Wrocław                                                         | AZS-AWF Warszawa                                                        |
| IX      | 1953      | AZS-AWF Warszawa                                                        | Gwardia Warszawa                                                        | Gwardia Gdańsk                                                          |
| X       | 1953/1954 | AZS-AWF Warszawa                                                        | Gwardia Wrocław                                                         | Legia Warszawa                                                          |
| XI      | 1954      | AZS-AWF Warszawa                                                        | Gwardia Wrocław                                                         | Gwardia Gdańsk                                                          |
|         | 1955-1959 | PP nie rozgrywano                                                       | PP nie rozgrywano                                                       | PP nie rozgrywano                                                       |
| XII     | 1959/1960 | Górnik Katowice                                                         | Legia Warszawa                                                          | Wybrzeże Gdańsk                                                         |
| XIII    | 1960/1961 | Legia Warszawa                                                          | Gwardia Wrocław                                                         | Warszawianka                                                            |
|         | 1962-1969 | PP nie rozgrywano                                                       | PP nie rozgrywano                                                       | PP nie rozgrywano                                                       |
| XIV     | 1969/1970 | AZS Olsztyn                                                             | AZS-AWF Warszawa                                                        | Gwardia Wrocław                                                         |
| XV      | 1970/1971 | AZS Olsztyn                                                             | Stal Mielec                                                             | Hutnik Nowa Huta                                                        |
| XVI     | 1971/1972 | AZS Olsztyn                                                             | Płomień Milowice                                                        | Beskid Andrychów                                                        |
| XVII    | 1972/1973 | Beskid Andrychów                                                        | AZS-AWF Warszawa                                                        | Calisia Kalisz                                                          |
| XVIII   | 1973/1974 | Hutnik Nowa Huta                                                        | Resovia                                                                 | AZS Olsztyn                                                             |
| XIX     | 1974/1975 | Resovia                                                                 | Stoczniowiec Gdańsk                                                     | Avia Świdnik                                                            |
| XX      | 1975/1976 | Stal Mielec                                                             | Beskid Andrychów                                                        | Lechia Tomaszów Mazowiecki                                              |
| XXI     | 1976/1977 | KS Posnania                                                             | Legia Warszawa                                                          | Lechia Tomaszów Mazowiecki                                              |
| XXII    | 1977/1978 | Beskid Andrychów                                                        | Stoczniowiec Gdańsk                                                     | Narew Ostrołęka                                                         |
| XXIII   | 1978/1979 | Resursa Łódź                                                            | Stoczniowiec Gdańsk                                                     | AZS Olsztyn                                                             |
|         | 1979/1980 | PP nie rozgrywano                                                       | PP nie rozgrywano                                                       | PP nie rozgrywano                                                       |
| XXIV    | 1980/1981 | Gwardia Wrocław                                                         | Beskid Andrychów                                                        | Stal Stocznia Szczecin                                                  |
| XXV     | 1981/1982 | AZS Olsztyn                                                             | Legia Warszawa                                                          | Płomień Milowice                                                        |
| XXVI    | 1982/1983 | Resovia                                                                 | AZS Olsztyn                                                             | Legia Warszawa                                                          |
| XXVII   | 1983/1984 | Legia Warszawa                                                          | Płomień Milowice                                                        | Gwardia Wrocław                                                         |
| XXVIII  | 1984/1985 | Płomień Milowice                                                        | Resursa Łódź                                                            | Beskid Andrychów                                                        |
| XXIX    | 1985/1986 | Legia Warszawa                                                          | Resovia                                                                 | AZS Olsztyn                                                             |
| XXX     | 1986/1987 | Resovia                                                                 | Czarni Radom                                                            | Stal Nysa                                                               |
| XXXI    | 1987/1988 | Hutnik Kraków                                                           | Stal Stocznia Szczecin                                                  | Czarni Radom                                                            |
| XXXII   | 1988/1989 | AZS Olsztyn                                                             | Stal Stocznia Szczecin                                                  | Resovia                                                                 |
| XXXIII  | 1989/1990 | Hutnik Kraków                                                           | AZS Olsztyn                                                             | Płomień Milowice                                                        |
| XXXIV   | 1990/1991 | AZS Olsztyn                                                             | AZS Częstochowa                                                         | Czarni Radom                                                            |
| XXXV    | 1991/1992 | AZS Olsztyn                                                             | BBTS Włókniarz Bielsko-Biała                                            | Chełmiec Wałbrzych                                                      |
| XXXVI   | 1992/1993 | Chełmiec Wałbrzych                                                      | BBTS Włókniarz Bielsko-Biała                                            | Kazimierz Płomień Sosnowiec                                             |
| XXXVII  | 1993/1994 | BBTS Włókniarz Bielsko-Biała                                            | AZS Yawal Częstochowa                                                   | Raków Częstochowa                                                       |
| XXXVIII | 1994/1995 | Legia Warszawa                                                          | Stal Hochland Nysa                                                      | Morze Szczecin                                                          |
| XXXIX   | 1995/1996 | Stal Hochland Nysa                                                      | AZS Yawal Częstochowa                                                   | Kazimierz Płomień Sosnowiec                                             |
| XL      | 1996/1997 | Stilon Gorzów Wielkopolski                                              | Mostostal-Azoty Kędzierzyn-Koźle                                        | AZS Yawal Częstochowa                                                   |
| XLI     | 1997/1998 | AZS Yawal Częstochowa                                                   | Stilon Gorzów Wielkopolski                                              | Czarni Radom                                                            |
| XLII    | 1998/1999 | Warka Strong Czarni Radom                                               | AZS Yawal Częstochowa                                                   | Citroën Stal Hochland Nysa Jastrzębie Borynia                           |
| XLIII   | 1999/2000 | Mostostal-Azoty Kędzierzyn-Koźle                                        | Stilon Gorzów Wielkopolski                                              | Kazimierz Płomień Sosnowiec Legia Warszawa                              |
| XLIV    | 2000/2001 | Mostostal-Azoty Kędzierzyn-Koźle                                        | Galaxia Jurajska AZS Bank Częstochowa                                   | Stilon Gorzów Wielkopolski Warka Strong Czarni Radom                    |
| XLV     | 2001/2002 | Mostostal-Azoty Kędzierzyn-Koźle                                        | Galaxia AZS Częstochowa                                                 | Jastrzębie Borynia Nordea Czarni Radom                                  |
| XLVI    | 2002/2003 | KP Polska Energia Sosnowiec                                             | Morze Szczecin                                                          | Galaxia Pamapol AZS Częstochowa Mostostal-Azoty Kędzierzyn-Koźle        |
| XLVII   | 2003/2004 | KP Polska Energia Sosnowiec                                             | KPS Skra Bełchatów                                                      | PZU AZS Olsztyn NKS Nysa                                                |
| XLVIII  | 2004/2005 | BOT Skra Bełchatów                                                      | PZU AZS Olsztyn                                                         | KP Polska Energia Sosnowiec Mostostal-Azoty Kędzierzyn-Koźle            |
| XLIX    | 2005/2006 | BOT Skra Bełchatów                                                      | Wkręt-met Domex AZS Częstochowa                                         | Jastrzębski Węgiel PZU AZS Olsztyn                                      |
| L       | 2006/2007 | BOT Skra Bełchatów                                                      | PZU AZS Olsztyn                                                         | Wkręt-met Domex AZS Częstochowa Jastrzębski Węgiel                      |
| LI      | 2007/2008 | Wkręt-met Domex AZS Częstochowa                                         | Jastrzębski Węgiel                                                      | PGE Skra Bełchatów Mlekpol AZS Olsztyn                                  |
| LII     | 2008/2009 | PGE Skra Bełchatów                                                      | AZS UWM Olsztyn                                                         | Asseco Resovia Rzeszów ZAKSA Kędzierzyn-Koźle                           |
| LIII    | 2009/2010 | Jastrzębski Węgiel                                                      | Asseco Resovia Rzeszów                                                  | ZAKSA Kędzierzyn-Koźle Delecta Bydgoszcz                                |
| LIV     | 2010/2011 | PGE Skra Bełchatów                                                      | ZAKSA Kędzierzyn-Koźle                                                  | Asseco Resovia Rzeszów Tytan AZS Częstochowa                            |
| LV      | 2011/2012 | PGE Skra Bełchatów                                                      | Jastrzębski Węgiel                                                      | Asseco Resovia Rzeszów ZAKSA Kędzierzyn-Koźle                           |
| LVI     | 2012/2013 | ZAKSA Kędzierzyn-Koźle                                                  | Asseco Resovia Rzeszów                                                  | Delecta Bydgoszcz Jastrzębski Węgiel                                    |
| LVII    | 2013/2014 | ZAKSA Kędzierzyn-Koźle                                                  | Jastrzębski Węgiel                                                      | Asseco Resovia Rzeszów PGE Skra Bełchatów                               |
| LVIII   | 2014/2015 | Lotos Trefl Gdańsk                                                      | Asseco Resovia Rzeszów                                                  | Jastrzębski Węgiel PGE Skra Bełchatów                                   |
| LIX     | 2015/2016 | PGE Skra Bełchatów                                                      | ZAKSA Kędzierzyn-Koźle                                                  | Asseco Resovia Rzeszów Lotos Trefl Gdańsk                               |
| LX      | 2016/2017 | ZAKSA Kędzierzyn-Koźle                                                  | PGE Skra Bełchatów                                                      | Jastrzębski Węgiel Lotos Trefl Gdańsk                                   |
| LXI     | 2017/2018 | Trefl Gdańsk                                                            | PGE Skra Bełchatów                                                      | ZAKSA Kędzierzyn-Koźle Onico Warszawa                                   |
| LXII    | 2018/2019 | ZAKSA Kędzierzyn-Koźle                                                  | Jastrzębski Węgiel                                                      | Onico Warszawa Aluron Virtu Warta Zawiercie                             |
| LXIII   | 2019/2020 | Z powodu pandemii COVID-19 rozgrywki zostały przerwane i niedokończone. | Z powodu pandemii COVID-19 rozgrywki zostały przerwane i niedokończone. | Z powodu pandemii COVID-19 rozgrywki zostały przerwane i niedokończone. |
| LXIV    | 2020/2021 | Grupa Azoty ZAKSA Kędzierzyn-Koźle                                      | Jastrzębski Węgiel                                                      | Aluron CMC Warta Zawiercie Trefl Gdańsk                                 |
| LXV     | 2021/2022 | Grupa Azoty ZAKSA Kędzierzyn-Koźle                                      | Jastrzębski Węgiel                                                      | Asseco Resovia Rzeszów Trefl Gdańsk                                     |
| LXVI    | 2022/2023 | Grupa Azoty ZAKSA Kędzierzyn-Koźle                                      | Jastrzębski Węgiel                                                      | Asseco Resovia Rzeszów Aluron CMC Warta Zawiercie                       |
| LXVII   | 2023/2024 | Aluron CMC Warta Zawiercie                                              | Jastrzębski Węgiel                                                      | Projekt Warszawa Bogdanka LUK Lublin                                    |
| LXVIII  | 2024/2025 | JSW Jastrzębski Węgiel                                                  | Aluron CMC Warta Zawiercie                                              | Bogdanka LUK Lublin PGE Projekt Warszawa                                |

## Klasyfikacja medalowa
| Msc | Klub                       | złoto | srebro | Razem |
| --- | -------------------------- | ----- | ------ | ----- |
| 1.  | ZAKSA Kędzierzyn-Koźle     | 10    | 3      | 13    |
| 2.  | AZS Olsztyn                | 7     | 5      | 12    |
| 3.  | Skra Bełchatów             | 7     | 3      | 10    |
| 4.  | Legia Warszawa             | 5     | 3      | 8     |
| 5.  | Asseco Resovia Rzeszów     | 3     | 5      | 8     |
| 6.  | Płomień Milowice/Sosnowiec | 3     | 2      | 5     |
| 7.  | AZS-AWF Warszawa           | 3     | 2      | 5     |
| 8.  | AZS Warszawa               | 3     | 2      | 5     |
| 9.  | Hutnik Kraków              | 3     | -      | 3     |
| 10. | Jastrzębski Węgiel         | 2     | 8      | 10    |
| 11. | AZS Częstochowa            | 2     | 7      | 9     |
| 12. | Beskid Andrychów           | 2     | 2      | 4     |
| 13. | Trefl Gdańsk               | 2     | -      | 2     |
| 14. | Gwardia Wrocław            | 1     | 5      | 6     |
| 15. | BBTS Bielsko-Biała         | 1     | 2      | 3     |
| 16. | Stilon Gorzów Wielkopolski | 1     | 2      | 3     |
| 17. | Czarni Radom               | 1     | 1      | 2     |
| 18. | Cracovia                   | 1     | 1      | 2     |
| 19. | Stal Nysa                  | 1     | 1      | 2     |
| 20. | Sokół Macierz Lwów         | 1     | 1      | 2     |
| 21. | Resursa Łodź               | 1     | 1      | 2     |
| 22. | Stal Mielec                | 1     | 1      | 2     |
| 23. | Aluron CMC Warta Zawiercie | 1     | 1      | 2     |
| 24. | Chełmiec Wałbrzych         | 1     | -      | 1     |
| 25. | ŁKS Łódź                   | 1     | -      | 1     |
| 26. | YMCA Kraków                | 1     | -      | 1     |
| 27. | Górnik Katowice            | 1     | -      | 1     |
| 28. | Posnania Poznań            | 1     | -      | 1     |
| 29. | Morze Szczecin             | -     | 3      | 3     |
| 30. | Stoczniowiec Gdańsk        | -     | 3      | 3     |
| 31. | AZS Wrocław                | -     | 2      | 2     |
| 32. | Polonia Warszawa           | -     | 1      | 1     |
| 33. | Gwardia Warszawa           | -     | 1      | 1     |